# Opaljenik
Opaljenik (cyr. Опаљеник) – wieś w Serbii, w okręgu morawickim, w gminie Ivanjica. W 2011 roku liczyła 219 mieszkańców.